# Montes Köroğlu
Os Montes Köroğlu (em turco: Köroğlu Dağları) são uma cordilheira situada no norte/noroeste da Turquia, a norte de Ancara. Ergue-se junto à Falha Setentrional da Anatólia (Kuzey Anadolu Fay Hattı) e ao Mar Negro e estende-se pelas províncias de Bolu, Çankırı e Çorum, tendo como limites os rios Sacaria a oeste e o Hális ou Quizil Irmaque a leste.
A zona mais alta, situada a sul de Bolu, uma formação andesítica de grande beleza natural, constituída por um planalto pouco povoado onde se ergue o cume mais alto da cordilheira, o Köroglu Tepesi (2 378 m). A zona tem muitas florestas de abetos e pinheiros, assim como extensas pastagens de verão e pitoresacas yaylas (casas de estilo alpino usadas por pastores). Recentemente foram abertas duas estâncias de esqui próximas de Köroglu Tepesi, uma em Kartalkaya e outra em Sarialan, com altitudes entre 1 900 m e 2 350 m.